# Alna
Denna artikel handlar om stadsdelen Alna. För floden, se Alnaelva

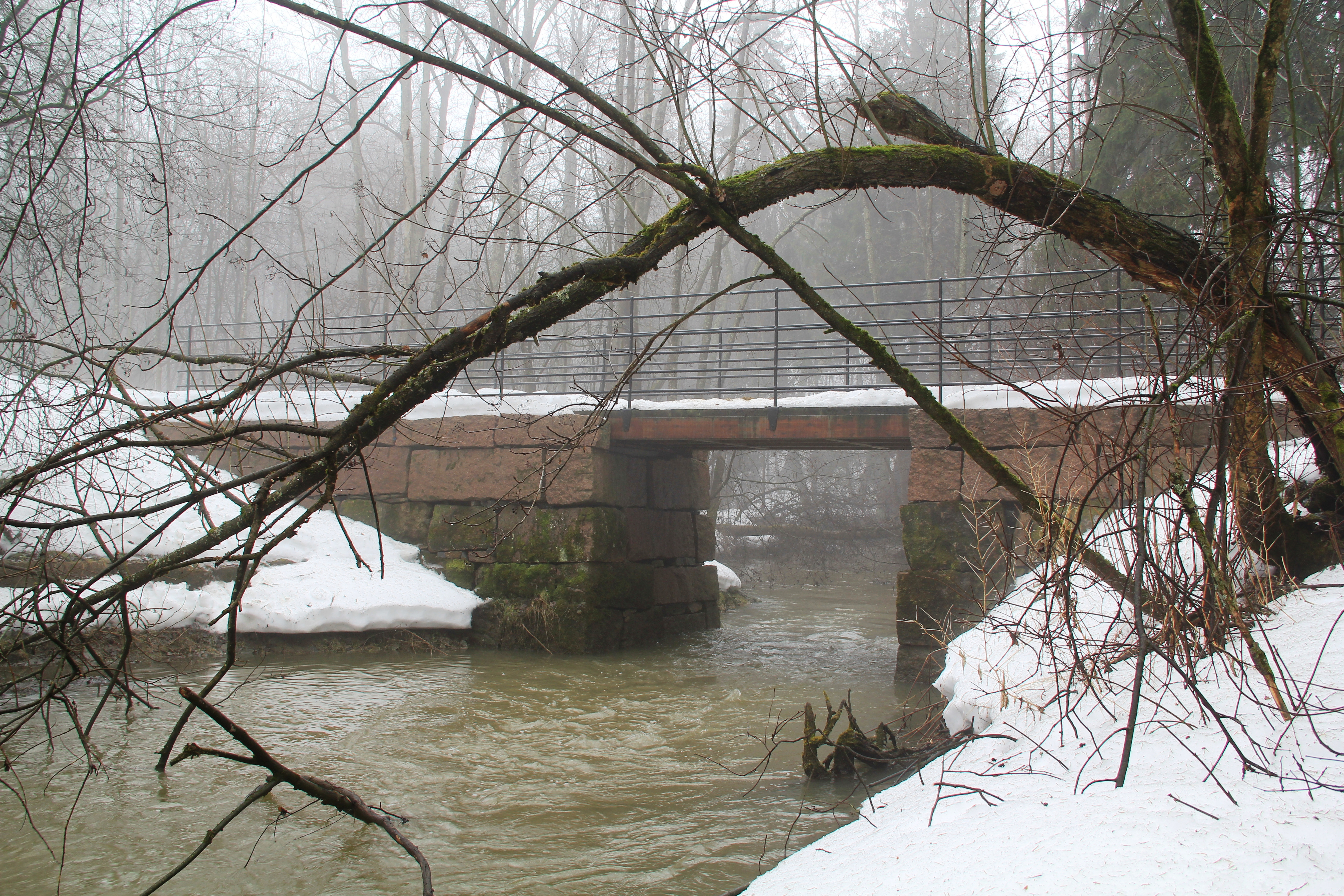
Ragna Hansens bro i Alnaparken

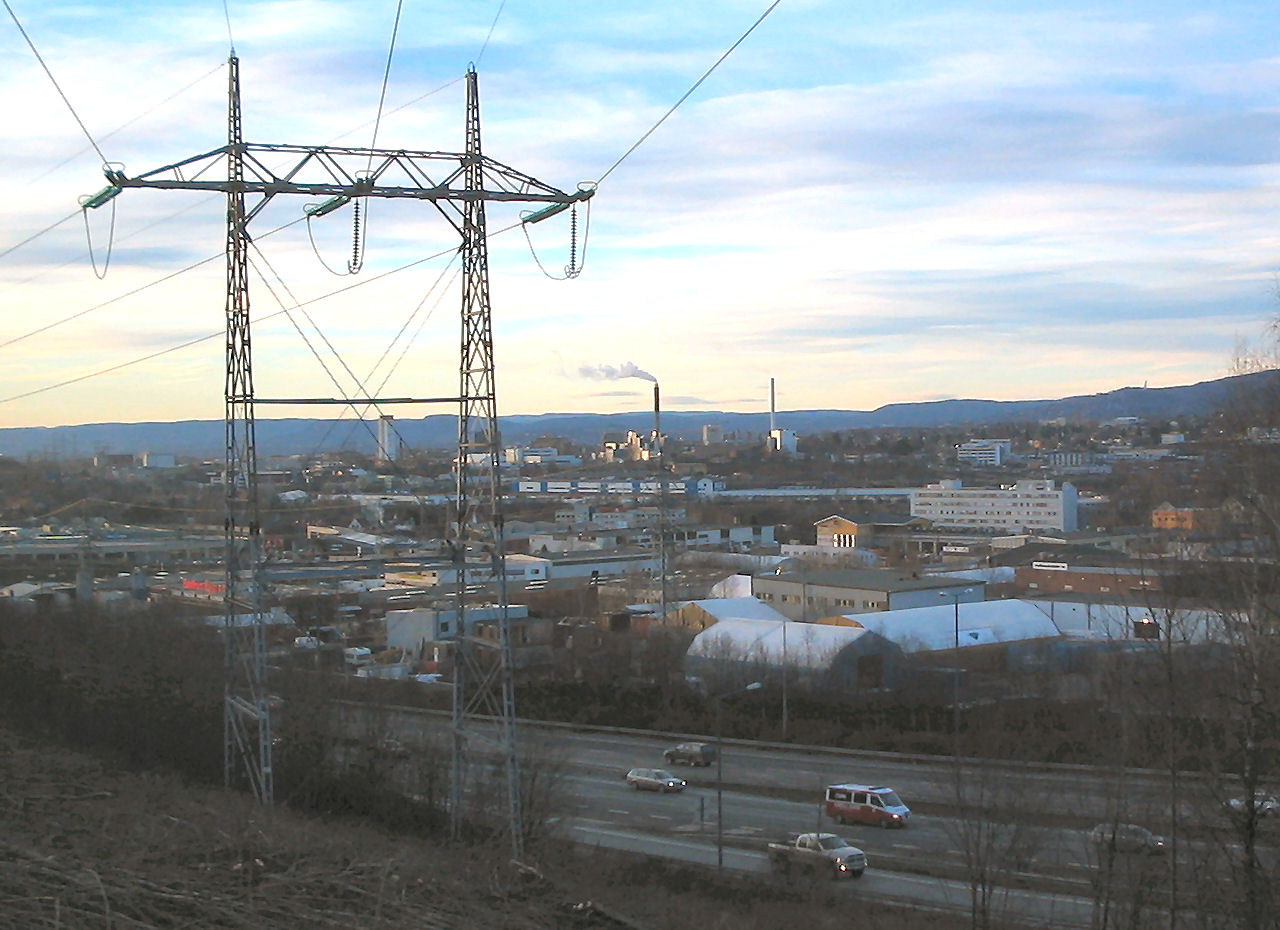
Industriområdet Alnabru, vid E6, är ett av områdena inom Alna.

Alna är en administrativ stadsdel (bydel) i nordöstra delen av Oslo kommun, Norge med 49 801 invånare (2020) på en yta av 13,75 km². Namnet kommer från Alna gård, vilken troligtvis i sin tur fått sitt namn av Alnaelva som rinner genom stadsdelen. 
I stadsdelen ligger bland annat industriområdet Alnabru.

## Alnaparken
Alnaparken ligger vid Alnaelva i Groruddalen. Parken ligger mellan nedre Furuset och Alfaset på södra sidan av Østre Aker vei och Hovedbanen. Parken har rustats upp i etapper. År 2001 anlades en damm.